# أبو أنس الشنقيطي
أبو أنس الشنقيطي (عبد الرحمن التندغي) (1975 -) هو قاضي إمارة الصحراء في تنظيم القاعدة ببلاد المغرب الإسلامي.

## حياته ونشأته
عبد الرحمن ولد عبد الله ولد محمد المكنى بـأبو أنس الشنقيطي ولد في سنة 1975 بمدينة نواكشوط تربى بين نواكشوط ومدينة بتلميت، وعمل لفترة إماما لمسجد في العاصمة، وكان من تلامذة الشيخ محمد أنس، والشيخ ولد محمد عبد الله وكذلك الشيخ بداه ولد البصيري.
نسبه إلى قبيلته في موريتانيا:
في نوفمبر 1998 تم تصنيفه كأحسن هداف في دوري الشباب بحي بوحديده في العاصمة نواكشوط، وتنبأ له أصدقاؤه بمستقبل كروي باهر. لكن الأقدار حملت الشاب الذي يتمتع ببنية جسدية جيدة، من تلك الملاعب التي يسعى فيها اللاعب لتحقيق هدف تحكمه الروح الرياضية، إلى ساحات القتال. حيث أصبح فيما بعد مقاتلا في تنظيم القاعدة ببلاد المغرب الإسلامي.

## مسيرته
كان داعية في منابر مساجد نواكشوط من سنة 2000 إلى غاية 2006، وتلقى تعليما محظريا من خلال تجواله بين محاظر متعددة، وتفقه في علم الرجال فيما يتعلق بدراسة الأحاديث النبوية والتخصص في قويها وضعيفها. كما عرف بأنه متبحر في اللغة العربية وأصولها. وقد أصدر في هذه الفترة بالتحديد أشرطة دعوية وفتاوى متشددة مثيرة للجدل حول الغربيين وطرق التعامل معهم، ولا تزال هذه الأشرطة تشهد رواجا في صفوف معتنقي التيار السلفي في موريتانيا. وهو متزوج وله أبناء وترفض زوجته التخلي عنه كزوج بعد أن تم تخييرها –وفق مصادر مقربة من عائلتها- حول ما إذا كانت تفضل أن تبقى زوجة له، أو تحصل على الطلاق بفعل سفره وظروفه الأمنية التي تمنع من العودة إلى أسرته وأبنائه.
ويبدو أن القاضي الجديد للقاعدة نجا بأعجوبة من أي اعتقالات رغم أن الاستخبارات الموريتانية وضعت جميع الشباب النشطين في التيارات الإسلامية حينها تحت المراقبة بما في ذلك نشطاء الدعوة والتبليغ وعلماء الدين والإسلاميين الوسطيين[بحاجة لمصدر]. وعلى خلاف ما يقوله رجال أمن موريتانيون من كون عبد الرحمن أحد العناصر المهمين في خلية الشيشان التي أسسها معروف ولد الهيبة المعتقل في سجن نواكشوط، فإن هذا الأخير نفى ذلك في لقاء سابق مع صحراء ميديا.

## الانضمام إلى تنظيم القاعدة بالمغرب
انضم القاضي الجديد في العام 2006 لكتيبة الملثمين التي يقودها مختار بلمختار المدعو أبو العباس خالد وتدرج فيها حتى أصبح من أهل الشورى. وكان من ضمن مشايخ التدريس في الكتائب، حيث شاع أمره وبدأت شهرته في التنظيم، ويعلق مخبر امني حول ذلك بالقول: «إن الثقافة الدينية الواسعة لهذا الشاب مكنته من تبوء مكانة مهمة في التنظيم، والأمن الموريتاني يضعه على قائمة الإرهابيين المطلوبين».
وتقول مصادر في إدارة الأمن الوطني إن "أبو أنس الشنقيطي" وُضع تحت المراقبة في ديسمبر 2005 قبل أن يختفي بعد ذلك ويتم اعلان فشل المراقبة في تتبع خطواته. وان التقارير تفيد بكونه عبر إلى الصحراء منفردا ودون اللجوء إلى قنوات القاعدة المفترضة والتي تراقبها السلطات". من ضمن أساتذة مفتي قاعدة الصحراء الجديد الشيخ أحمد مزيد ولد عبد الحق، الذي تفيد التقارير بأنه درس الألفية لأسامة بن لادن، لكن التلميذ أعلن غضبه على الأستاذ بعد عملية ألاك التي قتل فيها 4 فرنسيين والتي أدانها ولد عبد الحق بشدة.
أصيب عبد الرحمن في الصحراء بوعكات صحية لثلاث مرات ترك خلالها ساحة العمليات ولجأ إلى الجبال لقضاء فترة نقاهة، أولاها كانت في 24 ديسمبر 2007 حيث إصابته الحمى لثلاثة أيام متوالية والثانية في 14 فبراير 2008 حيث أصيب بآلام في الرأس بسبب الظروف القاسية للصحراء وفي الأيام الأولى من مارس 2008 أصيب بآلام حادة في المعدة. وتؤكد المصادر انه لم يصب باي جروح في العمليات التي خاضها في الصحراء على الحدود الموريتانية الجزائرية، لكن مسؤول اعلام في القاعدة نفى قضية مرضه مؤكدا ان عبد الرحمن يتمتع بصحة جيدة وفي مستوى عالي من اللياقة القتالية، مضيفا أن الصحراء «ساحة إمداد» وليست «ساحة معارك» وأن الجبال ليست مكانا للنقاهة بل هي مكان للتشكيلات الجهادية، ورجح ان يكون للموضوع علاقة بتسريبات أمنية هدفها التأثير على المقاتلين في القاعدة.
يوم 28 ديسمبر 2007 (بعد أربعة أيام عملية مقتل السياح الفرنسيين 18 كلم من مدينة ألاك عاصمة ولاية لبراكنة) استدعي عبد الرحمن من قبل أمير تنظيم القاعدة في المغرب الإسلامي أبو مصعب عبد الودود للمجيء إليه. ولما ذهب إليه عبر الأخير عن إعجابه بعبد الرحمن بعد أن ذاع صيته كمعلم لمقاتلي القاعدة. خاصة لكونه يشتغل بتعليم اللغة والجهاد والحديث والإفتاء في آن واحد.

## مهامه في تنظيم القاعدة
مهمة القضاء تتعلق أساسا بكون عبد الرحمن أصبح مسؤولا عن حسم الأمور فيما يتعلق مثلا بالحصول على غنائم في الغزوات. بالإضافة إلى فض النزاعات والمظالم. وإصدار فتاوى في القضايا المعقدة والحسم خصوصا في قضايا الاستشهاديين، حيث أنه توجد لوائح للراغبين من المجاهدين في انجاز مهام استشهادية، وهذه اللوائح يتفاوض فيها مقاتلو القاعدة في من له الأسبقية في الموت. فالكل راغب في الموت، وهنا يكون المفتي هو الفيصل بين الجميع،
و يتميز عبد الرحمن باحترافيته الكبيرة للسباحة وقيادة السيارات ويصفه المقاتلون في القاعدة بأنه «مقدام».

## القبض عليه
يوم الأحد 6 فبراير 2011 ذكرت صحيفة الخبر الجزائرية أن قوات الأمن الجزائرية قد تمكنت من القبض علي أبو أنس الشنقيطي في باتنة.